# From Devil's Breath
From Devil's Breath is een Britse documentaire uit 2021, over de bosbranden in Portugal in 2017. Er wordt enerzijds gefocust op de overlevenden van de ramp, en anderzijds op de wetenschap die gelijkaardige situaties tracht te voorkomen. In 2021 werd de documentaire al getoond op de IDA Documentary Screening Series, TED Countdown, de klimaatconferentie van Glasgow en aan de Verenigde Naties, waarna in 2022 de release voor het grote publiek volgt.
De documentaire maakt deel uit van The Tipping Point (het kantelpunt), een reeks documentaires gebundeld door Trevor Noah. In deze reeks worden alle grote problemen van deze tijd besproken, waaronder de klimaatverandering.
De documentaire wordt genoemd als kanshebber voor een nominatie voor de Oscar voor beste documentaire. Ze werd eveneens genomineerd voor de Local Jury Award op het Palm Springs International Festival of Short Films. Zowel regisseur Orlando von Einsiedel (1 gewonnen + 1 nominatie) als producent Leonardo DiCaprio (1 gewonnen + 6 nominaties) wonnen al Oscars voor ander werk. Ook productiebedrijf Grain Media (2 gewonnen + 1 nominatie) was eerder al succesvol op de Oscars.
Aanvankelijk werden ook Californië en Australië als locatie overwogen, maar uiteindelijk werd er toch voor Portugal gekozen. De opnames vonden plaats begin 2020.
De Britse band Bastille creëerde de soundtrack, getiteld Hope For The Future, voor deze documentaire.

## Release
From Devil's Breath ging in première op 25 juni 2021 op het Palm Springs International Festival of Short Films.